# Закон о запрете информации, пропагандирующей отказ от деторождения
Закон о запрете информации, пропагандирующей отказ от деторождения (также закон о запрете «пропаганды чайлдфри») — закон, направленный на запрет информации, которая пропагандирует осознанный отказ от рождения детей (чайлдфри). Запрет распространяется на информацию, которая размещается в интернете, средствах массовой информации, кино, рекламе, а также демонстрируется в присутствии несовершеннолетних. Подписан президентом России 23 ноября 2024 года и вступил в силу 4 декабря 2024 года.
Закон подвергся критике со стороны правозащитников, юристов и парламентской партии «Новые люди». Они отмечали, что положения законопроекта можно интерпретировать широко и это даже может нести угрозу простым пользователям социальных сетей. Критика закона связана с его репрессивной природой, ограничением свободы выражения мнений, нарушением прав женщин и созданием условий для социальной стигматизации, а также с усилением контроля государства над личной жизнью и ростом дискриминации, что способствует подавлению инакомыслия в России.

## История принятия
Закон был принят Государственной думой 12 ноября 2024 года, затем одобрен Советом Федерации 20 ноября 2024 года. Он подписан президентом России 23 ноября 2024 года и вступил в силу 4 декабря 2024 года.
27 декабря 2024 года Роскомнадзор опубликовал проект приказа, определяющего, в том числе, что орган будет считать «пропагандой чайлдфри». Согласно документу, под таковой будет пониматься контент, который «оправдывает отказ от деторождения», утверждает «преимущество отказа от деторождения над рождением детей» и «обосновывает» его, формирует «искаженный образ беременности, материнства, отцовства и детства» (без определения того, что является искажением), а также формирует «положительное отношение к бездетности». В документе указано исключение, по которому административным правонарушением не является распространение информации о «монашестве и монашеском образе жизни» и «соблюдении обета безбрачия». В мае 2025 года орган утвердил критерии, по которым информация в интернете, кино и рекламе будет относиться к «пропаганде чайлдфри».

## Содержание закона
Законом вводятся поправки в статью 6.21 КоАП РФ («Пропаганда нетрадиционных сексуальных отношений и (или) предпочтений, смены пола») и в шесть федеральных законов: «Об информации, информационных технологиях и защите информации», «О средствах массовой информации», «Об основных гарантиях прав ребёнка», «О рекламе», «О защите детей от информации, причиняющей вред их здоровью и развитию» и «О государственной поддержке кинематографии». Данные поправки вводят обязанность владельцам сайтов следить за содержанием на предмет пропаганды «пропаганды чайлдфри», запрещают размещать в СМИ и рекламе информацию, «пропагандирующую отказ от деторождения» и выдавать прокатные удостоверения фильмам, которые содержат данную информацию. Также распространение данной информации станет запрещённым среди детей, и государственные органы должны будут защищать их от неё.

## Критика и мнения о законе
Русская служба Би-би-си, ссылаясь на мнение экспертов, в сентябре 2024 года сообщала, что законопроект вряд ли повлияет на рождаемость, уже много лет падающую в России, однако у него есть репрессивный потенциал. Как отмечали в «Рейтер», российские власти при принятии закона руководствовались целью поднять падающую рождаемость, однако опрошенные изданием россиянки считают, что люди не заводят детей из-за финансовых трудностей, а не из-за пропаганды каких-либо идеологий. По их словам, ключом к увеличению рождаемости было бы повышение уровня жизни, особенно за пределами крупных городов.
По мнению Правозащитного центра «Мемориал», закон ограничивает право на свободное обсуждение репродуктивного выбора, что может затруднять доступ к информации об абортах и контрацепции. Его неопределённые формулировки могут привести к самоцензуре, когда даже рассказы о трудностях материнства будут восприниматься как пропаганда отказа от деторождения. По мнению юридической команды правозащитного центра, это нарушает права женщин и усиливает социальный остракизм в отношении тех, кто сознательно выбирает не иметь детей. Аналогия с законами против пропаганды ЛГБТ+ показывает, что последствия могут включать стигматизацию и исключение таких тем из публичного дискурса.
Также, по утверждению «Мемориала», запрет пропаганды чайлдфри нарушает право на свободу слова (ст. 19 МПГПП) и запрет дискриминации (ст. 26 МПГПП), а также положения Конвенции о ликвидации дискриминации в отношении женщин. Ограничения права на информацию допустимы только при строгом соблюдении принципов необходимости и соразмерности, что в законе не соблюдается. Также он дискриминирует тех, кто выбирает не становиться родителями, и ущемляет доступ женщин к информации о репродуктивных правах.
Международная федерация за права человека (FIDH) охарактеризовала закон как продолжение «ультраконсервативного сдвига» в России. Организация отметила, что он запрещает нейтральное или позитивное изображение бездетности и предусматривает крупные штрафы и риск депортации для нарушителей-иностранцев. По её мнению, последствием закона станет ограничение личных свобод и усиление государственного контроля над женским телом, так как он затрудняет доступ к абортам под предлогом защиты «традиционных ценностей». Также FIDH отметила, что закон соотносится с другими репрессивными законами, такими как запрет на «пропаганду ЛГБТ», введённый в 2022 году и усиливающий цензуру и криминализирующий инакомыслие. FIDH предупреждает, что этот закон является проявлением глобального роста реакционных идеологий и призывает к повышенной бдительности в борьбе с подобными нападками на права.
Эндрю Стролайн из Human Rights Watch, комментируя закон, отметил, что последний вводит повсеместную цензуру на любые высказывания о том, что отсутствие детей является приемлемым. Это касается СМИ, рекламы, издательской деятельности, кино и интернет-контента, причём нарушители будут подвергаться жёстким штрафам. Стролайн акцентировал внимание на том, что что хотя закон позиционируется как защита «традиционных» семейных ценностей, он также создаёт опасную стигматизацию. Также, по его утверждениям, за подобными инициативами, прикрывающимися традициями, часто скрываются нарушения прав человека. В заключение Стролайн призвал российские власти вместо расширения цензуры предоставить людям больше свободы.